# Герра (Техас)
Герра (англ. Guerra) — переписна місцевість (CDP) в США, в окрузі Джим-Гогг штату Техас. Населення — 3 особи (2020).

## Географія
Герра розташована за координатами 26°52′57″ пн. ш. 98°53′42″ зх. д. / 26.88250° пн. ш. 98.89500° зх. д. (26.882582, -98.894882).  За даними Бюро перепису населення США в 2010 році переписна місцевість мала площу 0,54 км², уся площа — суходіл.

## Демографія
Згідно з переписом 2010 року, у переписній місцевості мешкало 6 осіб у 3 домогосподарствах у складі 3 родин. Густота населення становила 11 осіб/км².  Було 6 помешкань (11/км²).
Расовий склад населення:
| - 66,7 % — білих - 33,3 % — осіб інших рас |

До двох чи більше рас належало 0,0 %. Частка іспаномовних становила 66,7 % від усіх жителів.
За віковим діапазоном населення розподілялося таким чином: 0,0 % — особи молодші 18 років, 66,7 % — особи у віці 18—64 років, 33,3 % — особи у віці 65 років та старші. Медіана віку мешканця становила 58,0 року. На 100 осіб жіночої статі у переписній місцевості припадало 100,0 чоловіків;  на 100 жінок у віці від 18 років та старших — 100,0 чоловіків також старших 18 років.
Цивільне працевлаштоване населення становило 0 осіб. 